# Brian Campbell
Pour l'ancien joueur canadien des Kings de Los Angeles et des Blackhawks de Chicago, voir Bryan Campbell.
Brian Campbell (né le 23 mai 1979 à Strathroy, ville de la province de l'Ontario au Canada) est un joueur professionnel retraité canadien de hockey sur glace. Il évoluait au poste de défenseur. 
Il a deux frères dont l'un, Darryl a joué au hockey professionnellement dans l'ECHL pour les Sea Wolves du Mississippi.

## Biographie

### Carrière en club

#### Carrière junior
Il commence sa carrière au niveau junior dans la Ligue de hockey de l'Ontario avec les 67 d'Ottawa. En 1997, lors du repêchage d'entrée dans la Ligue nationale de hockey, il est choisi par les Sabres de Buffalo lors de la sixième ronde (156e choix). Il continue sa carrière dans la LHO et en 1999, il est récompensé pour son jeu en recevant de multiples trophées : le trophée Red-Tilson, du meilleur joueur de la saison, le trophée Max-Kaminsky du meilleur défenseur, celui du joueur avec le meilleur état d'esprit, trophée William-Hanley. En complément, il reçoit deux trophées de la Ligue canadienne de hockey : celui du meilleur joueur de la saison et l'équivalent du trophée Hanley : le trophée George Parsons.

#### Sabres de Buffalo
Lors de cette même saison, il joue deux matchs avec les Americans de Rochester, franchise de la Ligue américaine de hockey affiliés aux Sabres, lors des séries éliminatoires de la Coupe Calder. Lors de la saison suivante, il joue la quasi-totalité de la saison avec les Americans et réalise également une douzaine de matchs de la saison des Sabres. Il échoue cette année-là en finale de la Coupe Calder contre le Wolf Pack de Hartford.
Il fait réellement ses débuts dans la LNH au cours de la saison 2002-2003. Il manque trois matchs au cours de la saison, mais pour des réponses extra-sportives. En effet, sa belle-sœur travaille alors dans un hôpital et lui rend visite le 24 mars. Peu de temps après cette visite, les premiers symptômes du SRAS apparaissent et la décision de mettre en quarantaine Campbell et son coéquipier, Rhett Warrener, est alors prise. Après trois matchs ratés, aucun symptôme ne se développant, ils sont autorisés à rejouer.
Au cours du lock-out 2004-2005, il joue dans le championnat de Finlande (SM-liiga) avec le Jokerit Helsinki et finit second du championnat.
Campbell n'est pas connu pour son impact physique de défenseur et pourtant il fait parler de lui lors des séries de 2006 en réalisant une mise en échec musclée sur le joueur des Flyers de Philadelphie : R.J. Umberger. En 2006-2007, il connaît avec les Sabres une très bonne saison et il est élu par le public pour faire partie du cinq majeurs de la association de l'Est pour le 55e Match des étoiles de la Ligue nationale de hockey. Il reçoit alors 602 982 voix, plus grand total des voix pour les défenseurs.

#### Sharks de San José
Le 26 février 2008, les Sabres l'échangent aux Sharks de San José en retour de Steve Bernier et d'un choix de première ronde.

#### Blackhawks de Chicago
Il signe le 1er juillet 2008 un contrat de huit ans avec les Blackhawks de Chicago pour 56,8 millions de dollars. Il gagne la Coupe Stanley en 2010 avec les Blackhawks.

#### Panthers de la Floride
À l'été 2011, il est échangé aux Panthers de la Floride en retour de Rostislav Olesz.

#### Retour à Chicago
Après avoir passé cinq saisons avec les Panthers, il retourne le 1er juillet 2016 avec les Blackhawks en signant un contrat d'un an.
Le 17 juillet 2017, il annonce sa retraite du hockey professionnel à 38 ans après 17 saisons dans la LNH, pour se joindre au personnel des opérations d'affaires des Blackhawks.

### Carrière internationale
En 1999, il joue avec l'équipe du Canada qui participe au championnat du monde junior. Il gagne alors la médaille d'argent en perdant en finale contre la Russie et est nommé dans l'équipe type du tournoi. Il joue pour la première fois en tant que senior lors de l'édition 2013 du championnat du monde, tournoi où son équipe termine en 5e place après avoir été éliminé en quarts de finale face à la Suède.

## Trophées et honneurs personnels

### Ligue de hockey de l'Ontario
- 1998-1999
  - Trophée Red-Tilson, du meilleur joueur,
  - Trophée Max-Kaminsky, du meilleur défenseur,
  - Trophée William-Hanley, meilleur état d'esprit.

### Ligue canadienne de hockey
- 1998-1999
  - Joueur de la saison LCH,
  - Trophée George-Parsons, meilleur état d'esprit.

### Ligue nationale de hockey
- 2006-2007 : sélectionné pour le 55e Match des étoiles de la Ligue nationale de hockey.
- 2007-2008 : sélectionné pour le 56e Match des étoiles de la Ligue nationale de hockey.
- 2008-2009 : sélectionné pour le 57e Match des étoiles de la Ligue nationale de hockey.
- 2009-2010 : remporte la coupe Stanley avec les Blackhawks de Chicago.
- 2011-2012 : 
  - sélectionné pour le 59e Match des étoiles de la Ligue nationale de hockey.
  - remporte le trophée Lady Byng.

## Statistiques
Pour les significations des abréviations, voir Statistiques du hockey sur glace.

### En club
| Saison     | Équipe                 | Ligue      |       | Saison régulière | Saison régulière | Saison régulière | Saison régulière | Saison régulière |   | Séries éliminatoires | Séries éliminatoires | Séries éliminatoires | Séries éliminatoires | Séries éliminatoires |
| Saison     | Équipe                 | Ligue      | PJ    | B                | A                | Pts              | Pun              | PJ               | B | A                    | Pts                  | Pun                  |                      |                      |
| 1995-1996  | 67 d'Ottawa            | LHO        | 66    | 5                | 22               | 27               | 23               | 4                | 0 | 1                    | 1                    | 2                    |                      |                      |
| 1996-1997  | 67 d'Ottawa            | LHO        | 66    | 7                | 36               | 43               | 12               | 24               | 2 | 11                   | 13                   | 8                    |                      |                      |
| 1997-1998  | 67 d'Ottawa            | LHO        | 66    | 14               | 39               | 53               | 31               | 13               | 1 | 14                   | 15                   | 0                    |                      |                      |
| 1998-1999  | 67 d'Ottawa            | LHO        | 62    | 12               | 75               | 87               | 27               | 9                | 2 | 10                   | 12                   | 6                    |                      |                      |
| 1998-1999  | Americans de Rochester | LAH        | -     | -                | -                | -                | -                | 2                | 0 | 0                    | 0                    | 0                    |                      |                      |
| 1999-2000  | Americans de Rochester | LAH        | 67    | 2                | 24               | 26               | 22               | 21               | 0 | 3                    | 3                    | 0                    |                      |                      |
| 1999-2000  | Sabres de Buffalo      | LNH        | 12    | 1                | 4                | 5                | 4                | -                | - | -                    | -                    | -                    |                      |                      |
| 2000-2001  | Americans de Rochester | LAH        | 65    | 7                | 25               | 32               | 24               | 4                | 0 | 1                    | 1                    | 0                    |                      |                      |
| 2000-2001  | Sabres de Buffalo      | LNH        | 8     | 0                | 0                | 0                | 2                | -                | - | -                    | -                    | -                    |                      |                      |
| 2001-2002  | Americans de Rochester | LAH        | 45    | 2                | 35               | 37               | 13               | -                | - | -                    | -                    | -                    |                      |                      |
| 2001-2002  | Sabres de Buffalo      | LNH        | 29    | 3                | 3                | 6                | 12               | -                | - | -                    | -                    | -                    |                      |                      |
| 2002-2003  | Sabres de Buffalo      | LNH        | 65    | 2                | 17               | 19               | 20               | -                | - | -                    | -                    | -                    |                      |                      |
| 2003-2004  | Sabres de Buffalo      | LNH        | 53    | 3                | 8                | 11               | 12               | -                | - | -                    | -                    | -                    |                      |                      |
| 2004-2005  | Jokerit Helsinki       | SM-liiga   | 44    | 12               | 13               | 25               | 12               | 12               | 3 | 4                    | 7                    | 6                    |                      |                      |
| 2005-2006  | Sabres de Buffalo      | LNH        | 79    | 12               | 32               | 44               | 16               | 18               | 0 | 6                    | 6                    | 12                   |                      |                      |
| 2006-2007  | Sabres de Buffalo      | LNH        | 82    | 6                | 42               | 48               | 35               | 16               | 3 | 4                    | 7                    | 14                   |                      |                      |
| 2007-2008  | Sabres de Buffalo      | LNH        | 63    | 5                | 38               | 43               | 12               | -                | - | -                    | -                    | -                    |                      |                      |
| 2007-2008  | Sharks de San José     | LNH        | 20    | 3                | 16               | 19               | 8                | 13               | 1 | 6                    | 7                    | 4                    |                      |                      |
| 2008-2009  | Blackhawks de Chicago  | LNH        | 82    | 7                | 45               | 52               | 22               | 17               | 2 | 8                    | 10                   | 0                    |                      |                      |
| 2009-2010  | Blackhawks de Chicago  | LNH        | 68    | 7                | 31               | 38               | 18               | 19               | 1 | 4                    | 5                    | 2                    |                      |                      |
| 2010-2011  | Blackhawks de Chicago  | LNH        | 65    | 5                | 22               | 27               | 6                | 7                | 1 | 2                    | 3                    | 6                    |                      |                      |
| 2011-2012  | Panthers de la Floride | LNH        | 82    | 4                | 49               | 53               | 6                | 7                | 1 | 4                    | 5                    | 2                    |                      |                      |
| 2012-2013  | Panthers de la Floride | LNH        | 48    | 8                | 19               | 27               | 12               | -                | - | -                    | -                    | -                    |                      |                      |
| 2013-2014  | Panthers de la Floride | LNH        | 82    | 7                | 30               | 37               | 20               | -                | - | -                    | -                    | -                    |                      |                      |
| 2014-2015  | Panthers de la Floride | LNH        | 82    | 3                | 24               | 27               | 22               | -                | - | -                    | -                    | -                    |                      |                      |
| 2015-2016  | Panthers de la Floride | LNH        | 82    | 6                | 25               | 31               | 26               | 6                | 0 | 1                    | 1                    | 0                    |                      |                      |
| 2016-2017  | Blackhawks de Chicago  | LNH        | 80    | 5                | 12               | 17               | 24               | 4                | 0 | 0                    | 0                    | 0                    |                      |                      |
| Totaux LNH | Totaux LNH             | Totaux LNH | 1 082 | 87               | 417              | 504              | 277              | 107              | 9 | 35                   | 44                   | 40                   |                      |                      |

### En équipe nationale
| Année | Équipe     | Compétition                 |   | PJ | B | A | Pts | Pun               |  | Résultat |
| 1999  | Canada U20 | Championnat du monde junior | 7 | 1  | 1 | 2 | 4   | Médaille d'argent |  |          |
| 2013  | Canada     | Championnat du monde        | 8 | 0  | 2 | 2 | 0   | 5e place          |  |          |